# Amata xanthostidsa
Amata xanthostidsa är en fjärilsart som beskrevs av George Francis Hampson 1914. Amata xanthostidsa ingår i släktet Amata och familjen björnspinnare. Inga underarter finns listade i Catalogue of Life.